# Snoezelen

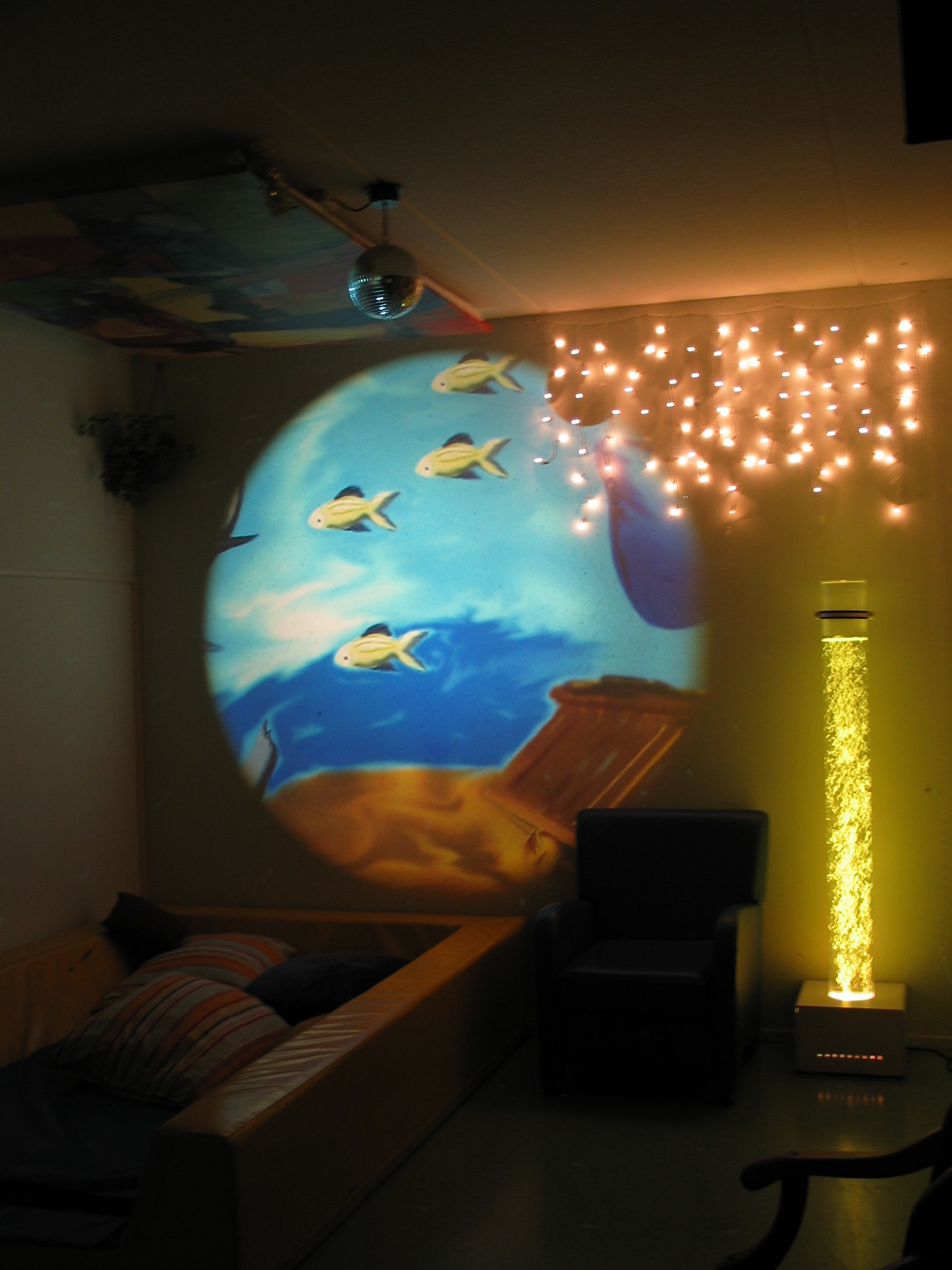
Stanza di un bambino in cura con terapia di Snoezelen

Lo Snoezelen è una forma di terapia per persone con autismo e varie disabilità dello sviluppo, demenza o lesioni cerebrali. Il termine è spesso usato come sinonimo di MSE (Multisensory environment, ovvero ambiente multisensoriale).
La metodologia, messa a punto da fine anni settanta a metà degli anni ottanta da due terapisti olandesi, Jan Hulsegge e Ad Verheul, prevede la realizzazione di ambienti dedicati a creare focus di attenzione e suggestioni attraenti al fine di promuovere la partner perceived communication tra persone con disabilità intellettive ed operatori. Snoezelen è contatto umano e rilassamento o attivazione in base alle esigenze specifiche, promosso attraverso stimoli sensoriali.

## Principi
I principi che definiscono lo snoezelen aiutano il professionista a focalizzare l'attenzione sugli elementi di base di questo approccio. I principi sono:
1. L'esperienza si svolge in uno specifico ambiente fisico.
2. L'atteggiamento dei praticanti è "centrato sul cliente".
3. Gli stimoli devono essere controllati in base alle esigenze del cliente.
4. Il MSE è un mezzo per la comunicazione.
5. L'ambiente sensoriale non è né positivo né negativo.
6. Il professionista si basa sul punto di vista del cliente.

## Applicazioni
La metodologia Snoezelen ha prodotto interessanti risultati con un crescente numero di malati di Alzheimer, in particolare intervenendo favorevolmente nel trattamento dei cosiddetti "BPSD", ossia i disturbi comportamentali nella demenza.
Lo Snoezelen è utilizzato anche al di fuori dell’ambito di cura, ad esempio nella prevenzione del burnout.https://ludovico.it/il-metodo-snoezelen/
Grazie agli esiti riscontrati, si iniziò a utilizzare con maggior frequenza il metodo Snoezelen e, a partire dal 1984, vennero costruite le prime stanze.
Oggi le stanze Snoezelen sono tra le terapie più diffuse per migliorare la vita di autistici, per questo in molte scuole sono state allestite aule Snoezelen
In particolare, esistono studi di caso in RSA e nuclei Alzheimer in cui vi sono stati evidenti risultati migliorativi nella gestione di momenti critici quali quelli del fare il bagno a malati di Alzheimer.
La progettazione di ambientazioni comprendenti strumenti con richiami all'acqua (colonne a bolle interattive, acquari finti, nuvole sospese sopra la vasca da bagno, sistemi di vibromusica) consente agli operatori di iniziare veri e propri percorsi di storytelling finalizzati ad un avvicinamento tipo "gentle care". Esistono anche ambienti ispirati allo Snoezelen che portano la
persona ad entrare in acqua consenziente e senza grosse resistenze, al momento dell’igiene personale. Una volta ottenuta l'entrata in vasca, l'acqua svolge la sua potente azione di rilassamento anche attraverso manipolazioni leggere degli operatori e un colloquio che può protrarsi anche per 20 — 30 min.

## Ricerche
La ricerca sui benefici del trattamento Snoezelen è scarsa, con disegni sperimentali variabili.
Un piccolo studio di ricerca condotto a Bruxelles ha confrontato il comportamento di nove pazienti adulti con autismo profondo sia in classe che in ambienti Snoezelen. Anche se i risultati individuali variano, lo studio riporta una riduzione del 50% del disagio e del comportamento stereotipato, e una riduzione del 75% di aggressività e autolesionismo nell'ambiente Snoezelen.
Non ci sono prove che Snoezelen sia efficace per il trattamento della demenza.